# Alcibiade mineur
Pour les articles homonymes, voir Alcibiade (homonymie).

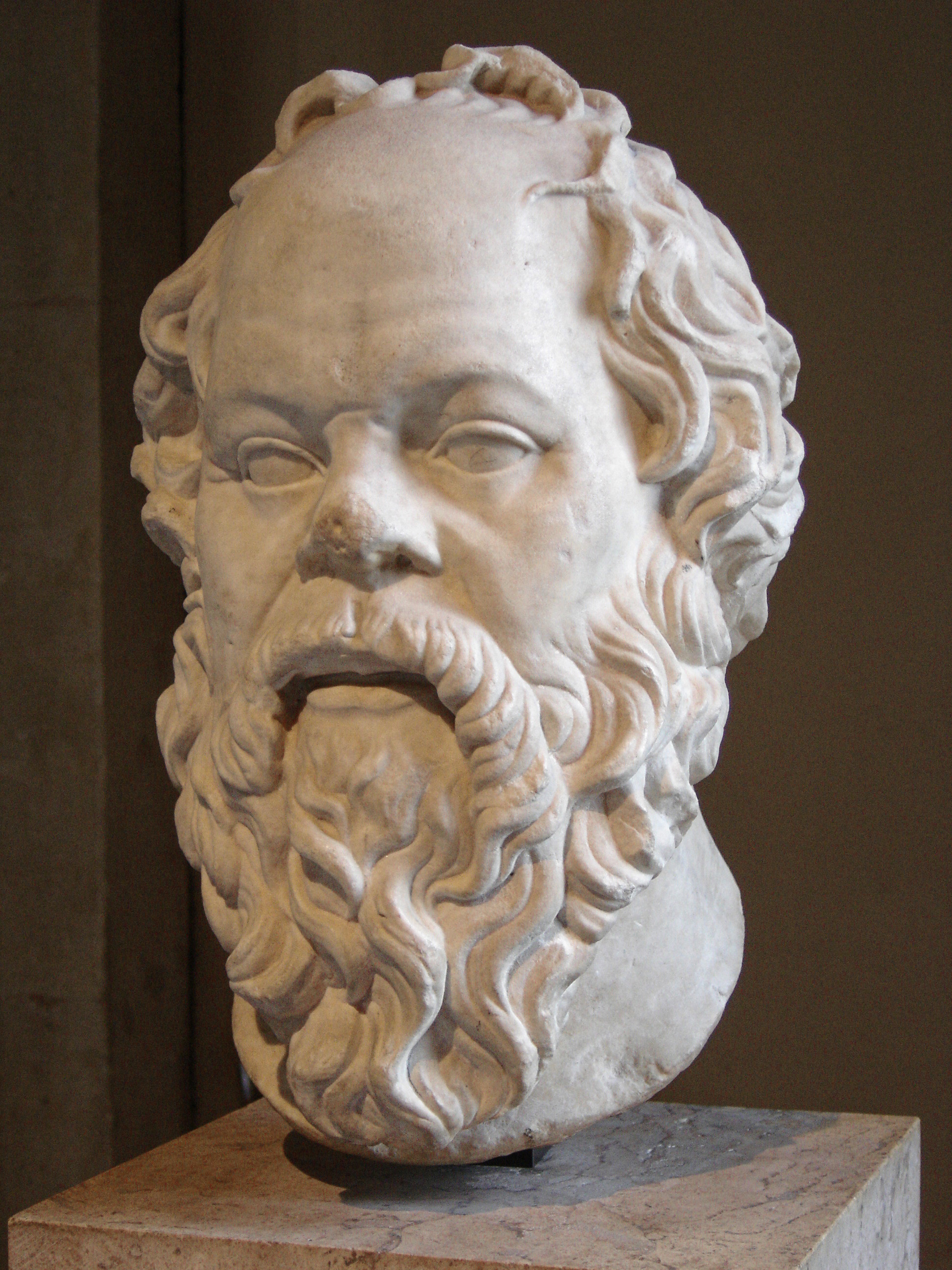
Socrate, interlocuteur d'Alcibiade dans ce dialogue.

L’Alcibiade mineur, également appelé Second Alcibiade (grec ancien : Ἀλκιβιάδης δεύτερος, Alkibiádēs deúteros) ou Sur la prière, est un dialogue philosophique traditionnellement attribué à Platon bien que la majorité des chercheurs l'estiment apocryphe. Dès l'Antiquité, on le distinguait de l'Alcibiade majeur, autre dialogue platonicien.
Ce dialogue entre le philosophe Socrate et le futur homme d'État Alcibiade encore jeune homme traite de l'utilité de la prière au point de vue philosophique. Socrate y explique que seul celui qui sait ce qui est bon pour lui peut prier les dieux et que tout prière suppose une réflexion philosophique sur les dieux.

## Authenticité
Ce dialogue est connu d'Élien, d'Athénée et de Diogène Laërce  ; Thrasylle de Mendès et Aristophane de Byzance l'attribuent à Platon. Son authenticité a cependant été mise en doute au XIXe siècle par Victor Cousin et d'autres historiens. Le dialogue mentionnant la mort d'Archélaos a dû être rédigé après la mort de Socrate. Bien que qualifié de « second », ce dialogue ne serait pas postérieur au premier Alcibiade : le Premier Alcibiade porterait ce nom en raison du fait qu'il est jugé supérieur au second Alcibiade (d'où son nom plus courant d’Alcibiade majeur). La distinction n'est donc pas chronologique mais qualitative. Athénée dit que le second Alcibiade passe pour être de Xénophon.

## Cadre du dialogue

### Personnages
Les personnages principaux sont Alcibiade et Socrate.

## Contenu du dialogue
Ce dialogue illustre la recherche socratique d'une science du bien : il s'agit de montrer qu'avant de prier les dieux et de leur formuler des vœux, il faut acquérir la sagesse et la vertu.
Socrate rencontre Alcibiade en train de prier; il lui demande s'il a bien médité la question de savoir ce qu'il convient de demander aux dieux. Suit alors une discussion où Socrate montre que les hommes agissent et parlent sans s'interroger sur ce qu'ils savent effectivement: ils ressemblent en cela à des insensés, et le mal qu'ils causent est le fruit de leur ignorance (voir Hippias mineur sur ce thème).
On a relevé dans ce dialogue des maladresses et des contradictions (par exemple, il y est dit que l'ignorance pourrait être moins nuisible que la science, ce qui est exactement le contraire de la doctrine platonicienne), des répétitions et des obscurités; Socrate y fait des discours d'une longueur inhabituelle. Le style est dépourvu d'ironie et d'esprit, et il y manque le mouvement gracieux des autres dialogues de Platon.

## Les leçons
Première leçon : « Il n’est pas sûr ni d’accepter à la légère ce qui vous est offert, ni de le demander soi-même. »   
Deuxième leçon : « Généralement la possession des autres sciences, sans la science de ce qui est bien, risque de n’être que rarement utile et d’être au contraire plus souvent pernicieuse à ses possesseurs. »
Troisième leçon : Il y a peu de gens sensés, mais il y a de nombreux insensés.
Quatrième leçon : « Toute poésie est naturellement énigmatique et il n’appartient pas au premier venu de la comprendre. »